# 克爾賈利市鎮
克爾賈利市，是保加利亞的城鎮，位於該國南部，由克爾賈利州負責管轄，首府設於克爾賈利，面積574.74平方公里，2011年人口67,460，人口密度每平方公里117.37人。

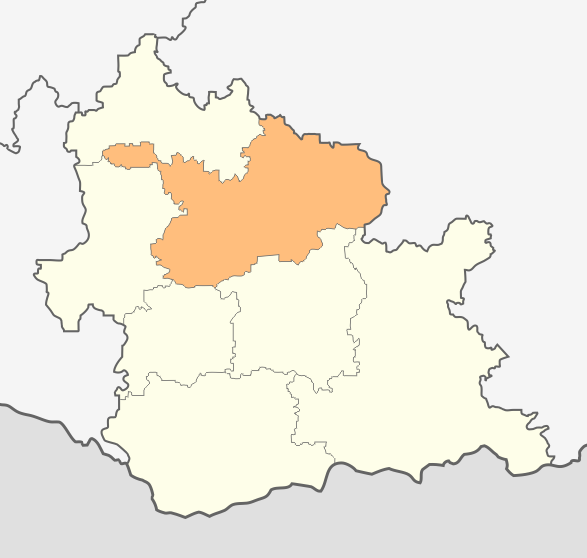